# Westfield (Indiana)
Pour les articles homonymes, voir Westfield.
Westfield est une ville située dans le comté de Hamilton, dans l'État de l'Indiana, aux États-Unis. Lors du recensement de 2010, sa population s'élevait à 36 854 habitants.

## Histoire
Westfield a été fondée le 6 mai 1834 par Asa Bales, Ambrose Osborne et Simon Moon, des quakers originaires de Caroline du Nord. 

## Source
- (en) Cet article est partiellement ou en totalité issu de l’article de Wikipédia en anglais intitulé « Westfield, Indiana » (voir la liste des auteurs).